# 美国马列主义党
美国马列主义党（英語：Marxist–Leninist Party USA，缩写为MLP）是美国的一个已不存在的共产主义政党。1967年，“克利夫兰草案抵抗联盟”成立。1968年，克利夫兰草案抵抗联盟重组为“工人行动委员会”。同年5月1日国际劳动节，工人行动委员会又重组为美国共产主义工人运动（马列）。此后，该党按照加拿大共产党（马列）领袖哈迪亚尔·贝恩斯的主张制定了一些行动规划。中阿决裂后，该党效仿加拿大共产党（马列），抛弃毛主义，转而奉行霍查主义，直到1980年该党改名为“美国马列主义党”，并于1981年与加拿大共产党（马列）决裂。随后，亲加拿大共产党（马列）的成员脱党，另行建立了美国马列主义组织。1993年11月，该党决定解散。该党原来的一些成员加入共产主义之声组织，继续从事政治活动。